# Coptops variegata
Coptops variegata là một loài bọ cánh cứng trong họ Cerambycidae.